# Conquest of Space
Cucerirea spațiului (engleză Conquest of Space) este un film SF american din 1955 regizat de Byron Haskin. În rolurile principale joacă actorii Walter Brooke, Eric Fleming, Mickey Shaughnessy.
Filmul este produs de George Pal și descrie o călătorie spre planeta Marte. Știința și tehnologia implicate au fost redate cât mai realistic posibil. Motto-ul filmului a fost „Urmăriți ce se va întâmpla în timpul vieții voastre!”

## Prezentare
O echipa de astronauti americani părăsesc stația spațială pentru prima misiune spre planeta Marte, dar convingerile religioase ale căpitanului pot încurca misiunea. 

## Actori
- William Redfield este Roy Cooper
- Martin Rosenblatt este Andre Fodor
- William Hopper este Dr. George Fenton
- Michael Fox este Elsbach
- Walter Brooke este Gen. Samuel T. Merritt
- Joan Shawlee este Rosie McCann
- Richard Shannon este Crewman
- Eric Fleming este Capt. Barney Merritt
- John Dennis este Donkersgoed